# Ima (película)
Ima es una película francesa de 2022 coescrita y dirigida por Nils Tavernier .

## Sinopsis
El cantante Dadju llega a su ciudad natal, Kinshasa, para un concierto . Laetitia (Elbas Manuana), gran admiradora de este último, que no tiene más que ganas de verlo en el escenario, se entera de que las reservas están completas. Le pide a su padre que lo hable con su jefe, un rico hombre de negocios, para tener acceso privado. Este último, teniendo una idea, empuja a Dadju a darse un pequeño concierto en su villa . Durante la sesión musical, los ojos de Dadju se posan en Ima ( Karidja Touré ), la hermana de Laetitia.

## Ficha técnica
- Título original : soy
- Logro : Nils Tavernier
- Guion : Richard Bean, Laurent Bertoni y Nils Tavernier, a partir de una idea original de Dadju
- Música : Dadju, Meir Salah y Yaacov Salah
- Decoraciones : Matala Deschamps
- Trajes : Joya Kongolo
- Fotografía : Guillaume Adrey
- Su : Tom Allibert-Bardoux
- Asamblea : Joel Bochter
- Producción : Suzel Pietri y Guillaume Roy
- Producción delegada : Véronique Menard y Sophie Ravard
- Compañías de producción : Seda y Sol ; Canal+ Internacional y Flair Production (coproducciones)
- empresa distribuidora : Pathé Live
- país de producción : Francia</img>  Francia
- idioma original : francés
- Formato : color — 2,35:1
- Género : comedia romántica
- Duración : 90 minutes
- Fechas de lanzamiento :
  - Francia :5 mai 2022 de au cinéma ( vista previa en París ) [3] ;11 mai 2022 de au cinéma (lanzamiento nacional)

## Distribución
- Dadju : lui-même
- Karidja Touré : Ima
- Djimo : Wilson
- Nick Mukoko : Yavan
- Moyindo Mpongo
- Anzor Alem : lui-même
- Elbas Manuana : Laetitia
- Joss Stinson